# Campeonato Potiguar Segunda Divisão 2020
In 2020 werd de 23ste editie van de Campeonato Potiguar Segunda Divisão gespeeld voor voetbalclubs uit de Braziliaanse staat Rio Grande do Norte. De competitie werd georganiseerd door de FNF en werd gespeeld van 21 december 2020 tot 14 januari 2021, door de coronacrisis in Brazilië ging de competitie later dan gepland van start en ook in afgeslankte vorm. Palmeria werd kampioen.

## Eindstand
| Plaats | Club          | Wed. | W | G | V | Saldo | Ptn. |
| ------ | ------------- | ---- | - | - | - | ----- | ---- |
| 1.     | Palmeira      | 6    | 5 | 0 | 1 | 16:3  | 15   |
| 2.     | Alecrim       | 6    | 3 | 1 | 2 | 11:5  | 10   |
| 3.     | Visão Celeste | 6    | 2 | 1 | 3 | 7:8   | 7    |
| 4.     | Parnamirim    | 6    | 1 | 0 | 5 | 3:21  | 3    |

|  | Kampioen, promotie |

## Kampioen
| Campeonato Potiguar de 2020 - Segunda Divisão |
| Rio Grande do Norte                           |
| --------------------------------------------- |
| PALMEIRA Kampioen (2° titel)                  |